# Ulmen-Gelbeule
Die Ulmen-Gelbeule (Cirrhia gilvago), in der Literatur zuweilen als Xanthia gilvago zu finden, ist ein Schmetterling aus der Familie der Eulenfalter (Noctuidae). Das Artepitheton leitet sich vom lateinischen Wort gilvus mit der Bedeutung „honiggelb“ ab und bezieht sich auf die Färbung der Vorderflügeloberseite.

## Merkmale

### Falter
Die Flügelspannweite der Falter beträgt 30 bis 42 Millimeter. Sie sind farblich sehr variabel. So treten honiggelbe, gelbbraune oder zimtrote Exemplare auf. Der Apex ist gerundet. Die Querlinien auf der Vorderflügeloberseite sind doppelt ausgebildet. Oftmals hebt sich eine flecken- oder bindenförmige Zeichnung ab. Innerhalb der Nierenmakel ist ein kleiner schwärzlicher Fleck zu erkennen. Die Hinterflügeloberseite ist zeichnungslos weißlich bis hellgrau gefärbt.

### Raupe
Die Raupen sind graubraun bis rotbraun gefärbt. Rücken- und Nebenrückenlinien heben sich schwach hell ab. Zuweilen sind dunkelbraune Schrägstriche vorhanden. Der Kopf ist glänzend rotbraun, Nackenschild und Aftersegment sind  dunkelbraun.

### Ähnliche Arten
Die Pappel-Gelbeule (Cirrhia ocellaris) ist farblich ähnlich, unterscheidet sich jedoch durch den sehr spitzen Apex. Außerdem ist der kleine Fleck innerhalb der Nierenmakel zumeist weißlich gefärbt.

## Verbreitung und Lebensraum
Die Verbreitung der Ulmen-Gelbeule erstreckt sich durch die Mitte Europas bis nach Sibirien. Sie kommt auch in der Türkei und Turkmenistan vor. Ein weiteres Vorkommensgebiet gibt es in Nordwestafrika. In den Alpen steigt sie bis auf etwa 1200 Meter. Lebensraum sind Flussniederungen, Auen, Ränder von Mischwäldern und Straßen, auch Stadtgebiete sowie Gärten und Parkanlagen.

## Lebensweise

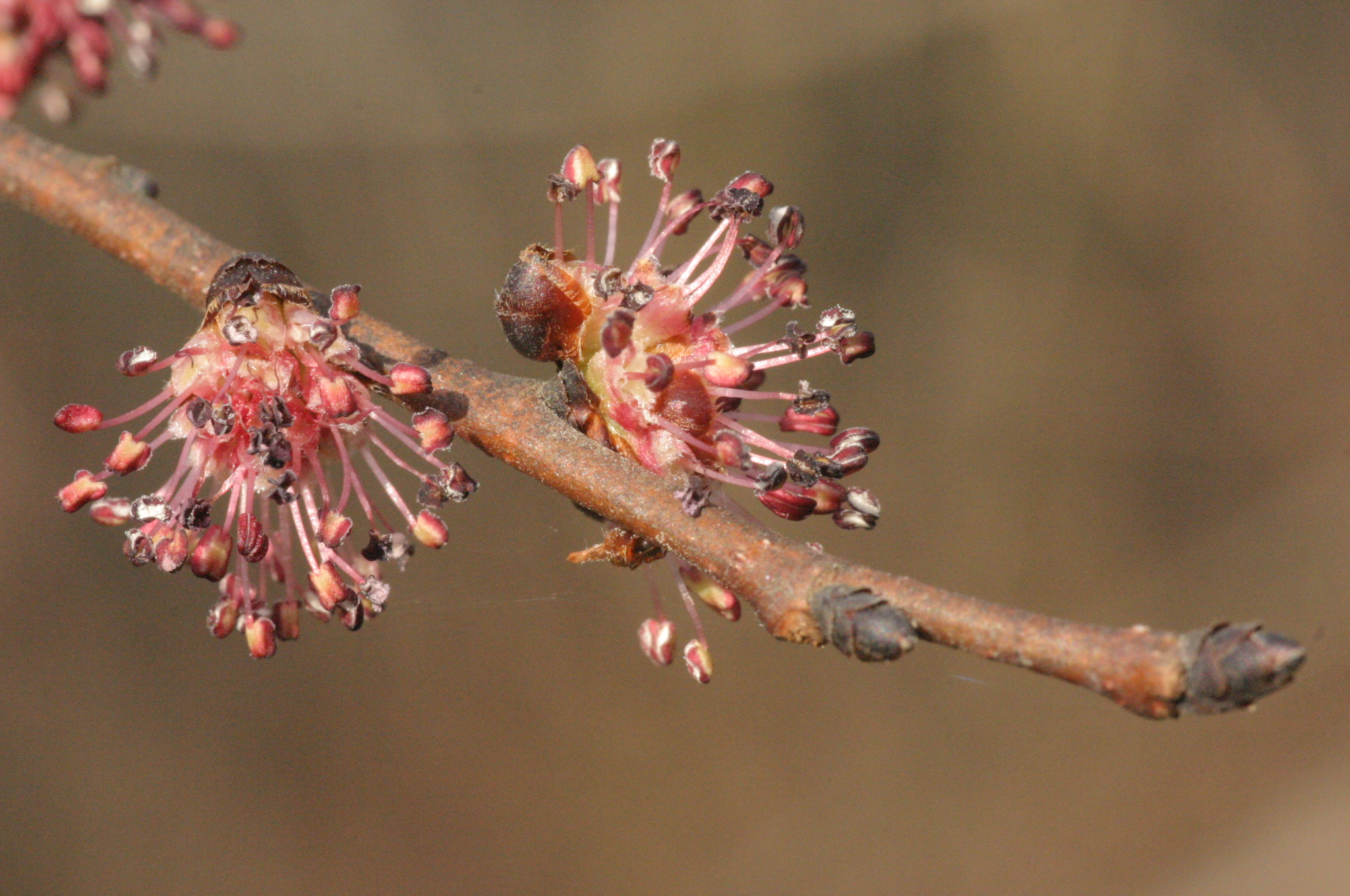
Blüten der Feld-Ulme, eine Raupennahrung

Die Falter fliegen von Ende August bis Anfang November. Sie sind nachtaktiv und erscheinen an künstlichen Lichtquellen und Ködern. Die Art überwintert im Eistadium. Die Raupen leben einzeln von März bis Juni. Junge Raupen ernähren sich zunächst von den Blüten von Ulmenarten (Ulmus). Bevorzugt wird dabei die Feld-Ulme (Ulmus minor). Ältere Raupen leben von den Blättern und Früchten der Nahrungspflanze oder lassen sich zusammen mit den Früchten zu Boden fallen und ernähren sich dann von niedrigen Pflanzen. Zuweilen wurden die Raupen auch an den Kätzchen von Pappelarten (Populus) gefunden.

## Gefährdung
Die Art kommt zwar in allen deutschen Bundesländern vor, ist jedoch meist selten und wird demzufolge auf der Roten Liste gefährdeter Arten als „gefährdet“, regional auch als „stark gefährdet“ eingestuft.